# Phaonia suberrans
Phaonia suberrans este o specie de muște din genul Phaonia, familia Muscidae, descrisă de Feng în anul 1989. Conform Catalogue of Life specia Phaonia suberrans nu are subspecii cunoscute.